# Клер Тревор
Клер Тревор (енгл. Claire Trevor; Бруклин, 8. март 1910 — Њупорт Бич, 8. април 2000) је била америчка филмска и телевизијска глумица. Добила је надимак "краљица филм ноара" због њених бројних улога "фаталне жене" у том жанру као и у бројним црно-белим трилерима. Наступила је у преко 60 филмова. Освојила је Оскара за најбољу споредну глумицу у филму Острво Ларго, а за исту награду је била номинована још два пута; за филмове Улица без излаза и Висок и моћан. Такође се истакла у филмовима Поштанска кочија и Убиство, драга моја.
Према њеној биографији на сајту Клер Тревор школа уметности, њена глумачка каријера трајала је више од седам деценијама што укључује успехе у позоришту, на филму и телевизији, као и на радију. Често је играла фаталне плавуше и сваки замисливи тип улоге "лоше девојке".

## Детињство и младост
Рођена је као Клер Вемлингер (енгл. Claire Wemlinger) у Бруклину, Њујорк, 1910. као једино дете француског имигранта Ноела Вемлингера и Иркиње Бети. Почела се рано занимати за глуму, а након завршетка средње школе, похађала је глуму на Америчкој академији драмских уметности у Њујорку. Професионално се бави глумом од 1930. године, када је почела да наступа у позоришту и потписала уговор са студијом Ворнер Брос.

## Каријера
На филму је дебитовала 1933. године у филму Џими и Сели, а од 1933. године до 1938. године глумила је у чак 29 филмова. Прву запаженију улогу остварила је 1937. године у филму Улица без излаза, где је наступила уз Хемфрија Богарта и Силвију Сидни. Ова улога јој доноси номинацију за Оскара за најбољу споредну глумицу. 